# Ахмед ібн Тулун
Ахмед ібн Тулун (*أحمد بن طولون) (20 вересня 835 — 10 травня 884) — емір Єгипту та Сирії у 868—884 роках, фактично незалежний володар від Аббасидського халіфату, засновник династії Тулунідів.

## Життєпис
Був сином тюрка Тулуна, що був присланий Нухом бен-Асадом Саманідом у дарунок халіфові Аль-Мамуну, завдяки власним силам здобув прихильність правителя й високу придворну посаду — очільника одного з загонів гвардії халіфа.
Ахмед народився у Багдаді. У Багдаді та Тарсі здобув класичну арабську освіту. З часом увійшов до рабської гвардії халіфа аль-Мутасіна. У 855 році успадкував посаду батька. Відзначився у прикордонних війнах з Візантійською імперією. Здобув прихильність халіфа аль-Мустасіна, наступник якого халіф аль-Мутазз вирішив спрямувати Ахмеда для зміцнення свого становища в Єгипті.
Ахмед ібн Тулун прибув до Фустату в 868 році. Він швидко зрозумів потенціал Єгипту і, беручи до уваги його географічне положення, віддаленість від столиці халіфату, вирішив домогтися незалежності. Для початку він створив власне військо з греків, берберів, суданців та тюрків. Їх відданість сплачував за рахунок надходжень від торгівлі хлібом та іншими продуктами, що вирощували в долині Єгипту. Поступово залежність Ібн Тулуна позначалася у згадувані халіфа у п'ятничній молитві (хутбі) й карбуванні імені на динарах. Водночас з першого року хазяйнування наказав споруджувати велику мечеть.
Тільки-но ібн Тулун відчув себе досить сильним, він наказав побудувати нову столицю на північ від Фустата. Це місто-палац обіймало площу бл. 2 км² і називалося аль-Катай, що перекладається як ділянка, лен, наділ, оскільки кожна частина війська ібн-Тулуна обіймала свою ділянку-квартал. Завершено спорудження міста 879 року.
Також Ібн Тулун започаткував низку масштабних проектів з розбудови міст Єгипту, було споруджено декілька акведуків, які постачали воду до Фустату і аль-Катая, також на о. Рода відновлено нилометр. Значну увагу приділяв розвитку торгівлі, що забезпечувало поповнення скарбниці Тулунідів. Для цього створено торговельний флот у 100 суден. До нього додався військовий флот. Намагаючись отримати додаткові кошти, наприкінці життя Ібн Тулун повністю відмовився сплачувати данину халіфу.
Ахмед ібн Тулун розширив вакфні володіння (землі духівництва), передаючи ісламському духівництву контроль над землями в обмін на отримання додаткового доходу з них. Він зміцнив державну хлібну монополію, відвернувши від Єгипту загрозу голоду. Здійснюючи настільки енергійну державну політику, зумів уникнути підвищення податків з населення, а за деякими відомостями навіть їх знизив, чим зміцнив мир і суспільну злагоду в своїй державі. Для адміністративного керування створив диван (на кшталт уряду).
Згодом він звернувся до зовнішніх завоювань, в тих напрямках, які були пов'язані з комерційними інтересами Єгипту. Першим об'єктом захоплення було обрано Сирію, через яку проходили головні сухопутні шляхи до Єгипту і яка вважалася основою єгипетської безпеки. Землі Палестини і Сирії завойовано протягом 870-х років. У 878 році було зайнято східну Кілікію. У 879 році Ібн Тулун повернувся до Єгипту. Під час його відсутності аль-Аббас ібн Ахмед, син Ахмеда ібн Тулуна, підняв заколот проти батька. Втім змову було придушено, Ахмед наказав аль-Аббаса запроторити до в'язниці, де той був до самої смерті.
Потім було здійснено морську експедицію на захід, яка розширила межі держави Ібн Тлуна вздовж Середземного моря до Барки, яку разом з Киренаїкою було підкорено до 881 року. Саме після завоювання Сирії Ахмед ібн Тулун став карбувати на своїх монетах поруч з ім'ям халіфа своє власне, що було порушенням прав сюзерена. Але халіфська влада була настільки слабка, що багдадські володарі не змогли протистояти планам ібн-Тулуна.
У 883 році ібн-Тулун здійснив спробу підкорити місто Тарс у Кілікії, але зазнав невдачі. Натхненний безсиллям халіфа у 884 році він здійснив спробу встановити контроль над Хиджазом з Мединою й Меккою, втім невдало. По поверненні до аль-Катая ібн Тулун помер 10 травня 884 року. Після себе залишив 10 млн динарів. Владу успадкував його син Хумаравейх ібн Ахмед.